# Felice e Gennadio
Felice e Gennadio sono stati due cristiani africani, venerati come santi e martiri dalla Chiesa cattolica.

## Biografia e culto
L'esistenza di questi due santi è indirettamente documentata da un opuscolo, il De Miraculis Sancti Stephani protomartyris, che Evodio, vescovo di Uzali all'inizio del V secolo, fece scrivere ad un suo chierico per venerare san Giovanni Battista, il cui culto era molto diffuso a Uzali (antica località nel governatorato di Biserta in Tunisia). In questo testo si accenna all'esistenza di una basilica dedicata a questi due martiri nei sobborghi della città. Non si conosce null'altro di Felice e Gennadio.
La loro memoria venne inserita da Cesare Baronio (XVI secolo) nel martirologio romano, che li ricorda con le seguenti parole:
(Martirologio Romano. Riformato a norma dei decreti del Concilio ecumenico Vaticano II e promulgato da papa Giovanni Paolo II, Città del Vaticano, 2004, p. 401)